# Trigonura shonima
Trigonura shonima är en stekelart som beskrevs av T.C. Narendran 1989. Trigonura shonima ingår i släktet Trigonura och familjen bredlårsteklar. Inga underarter finns listade i Catalogue of Life.